# Kiki (film, 1931)
Pour plus de détails, voir Fiche technique et Distribution.

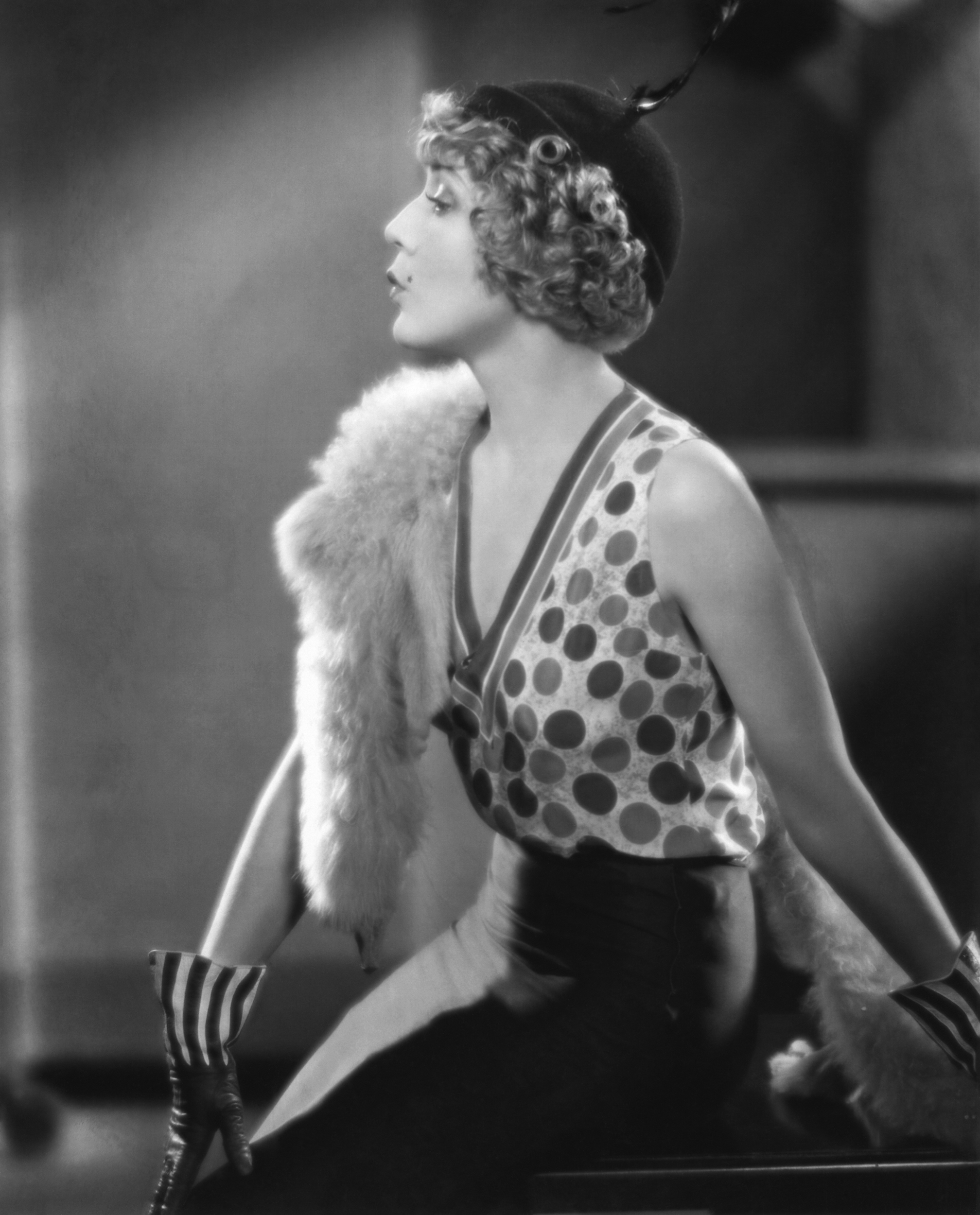
Mary Pickford (Kiki)

Kiki est un film américain réalisé par Sam Taylor, sorti en 1931.
C'est un remake du film muet Kiki de Clarence Brown qui était sorti en 1926 avec Norma Talmadge dans le rôle-titre.

## Synopsis
Juste avant le début de la première représentation de sa revue, le producteur Victor Randall et Paulette Vaile, sa star mais aussi son ex-femme, se disputent, mais Bunson, un ami de Randall, s'interpose et les décide à continuer le spectacle. Pendant que Paulette flirte avec Eddie, Victor se lamente d'avoir perdu Paulette, qu'il aime encore. Au même moment, Kiki, un des danseuses, est licenciée pour avoir mordu une autre danseuse. Elle se rend dans le bureau de Victor et arrive à ce que Randall lui donne une seconde chance. Lors de la représentation, Kiki est distraite en apercevant Victor, qu'elle aime, elle trébuche, ce qui amuse le public et fait enrager les autres artistes. Après le spectacle, Paulette gifle Kiki et insiste pour qu'elle soit virée, licenciement que Victor refuse d'annuler lorsque Kiki vient dans son bureau.
Malheureux devant l'attitude de Paulette, Victor décide de profiter de la beauté de Kiki et l'invite chez lui. Toutefois, quand il essaye de l'embrasser, elle s'enferme dans la chambre. Le lendemain, Kiki détruit une lettre d'excuses de Paulette avant que Victor ne la voie. Une semaine passe et, malgré tous ses efforts, Victor n'arrive pas à la faire partir de chez lui. Kiki continue à voler les lettres que Paulette écrit à Victor, mais elle finit par être découverte. Victor est amusé par l'attitude de Kiki, mais cette dernière est déçue lorsqu'elle entend Victor parler à Paulette au téléphone… Il ordonne à Kiki de partir avant qu'il revienne. Dans le couloir, Kiki voit Paulette, et menace de la tuer si elle voit encore Victor. Surprise par Victor et Bunson, elle fait semblant de s'évanouir. Le docteur diagnostique une transe cataleptique et ordonne qu'elle ne soit pas déplacée, ce qui consterne Victor, qui vient juste de recevoir une visite inattendue de Paulette. Paulette tanne Victor jusqu'à ce qu'il accepte de partir avec elle, mais son ton irritant et la beauté de Kiki, qui fait toujours semblant de dormir, le pousse à rester. Vexée, Paulette part, après quoi Kiki dit à Victor à quel point elle l'aime. Paulette appelle pour offrir à Victor une dernière chance de se réconcilier avec elle, mais Victor réalise qu'il adore Kiki et choisit de rester avec la jeune écervelée. 

## Fiche technique
- Titre original : Kiki
- Réalisation : Sam Taylor

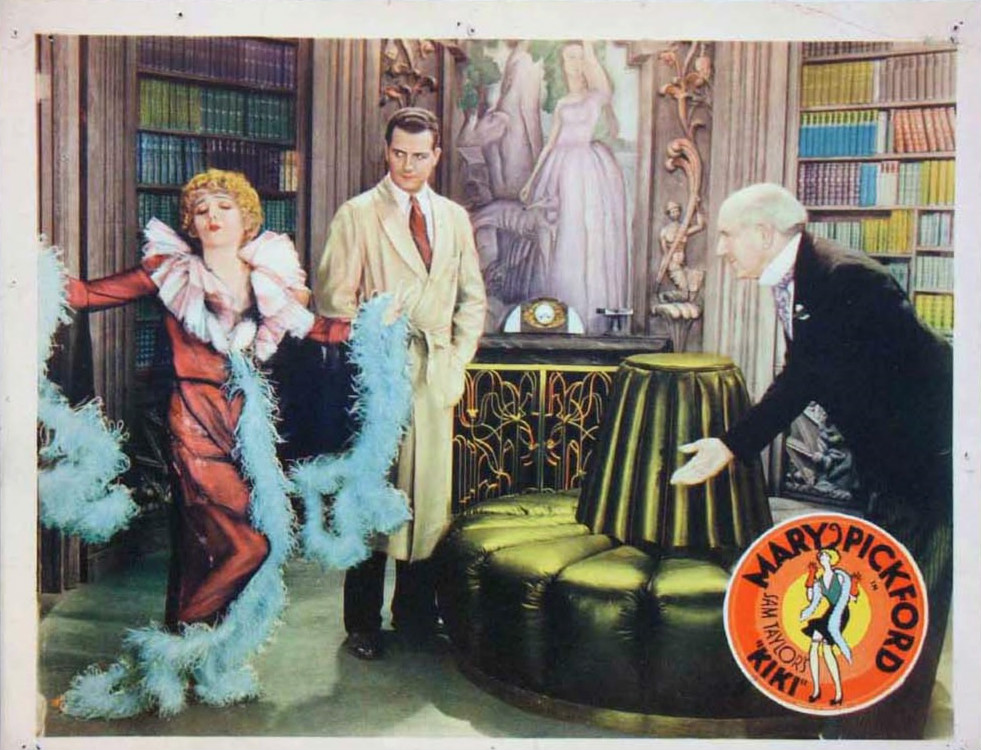
Carte promotionnelle du film.

- Scénario : Sam Taylor, d'après la pièce éponyme d'André Picard adaptée par David Belasco
- Direction artistique : William Cameron Menzies
- Photographie : Karl Struss
- Son : Frank Grenzbach
- Montage : Allen McNeil
- Chorégraphie  : Busby Berkeley
- Producteur : Joseph M. Schenck
- Société de production : Feature Productions
- Société de distribution : United Artists
- Pays de production :  États-Unis
- Langue originale : anglais
- Format : noir et blanc — 35 mm — 1,20:1 — son mono
- Genre : Comédie
- Durée : 89 minutes
- Date de sortie :
  - États-Unis : 14 mai 1931

## Distribution
- Mary Pickford : Kiki
- Reginald Denny : Victor Randall
- Joseph Cawthorn : Alfred Rapp
- Margaret Livingston : Paulette Vaile
- Phil Tead : Eddie
- Fred Walton : Bunson
- Edwin Maxwell : le docteur
- Betty Grable : une danseuse
- Blue Washington (non crédité)